# Schempp-Hirth Ventus
Pour les articles homonymes, voir Ventus.
Dimensions
Le Schempp-Hirth Ventus est un planeur fabriqué par Schempp-Hirth entre 1980 et 1994.  Il remplaçait le Schempp-Hirth Mini Nimbus. Il fut conçu par Klaus Holighaus.
L'aile a été entièrement fabriquée en fibre de carbone, devenue moins chère. Un nouveau profil plus mince a été développé.  En plus de la version 15 mètres, des rallonges d'aile ont été développées pour augmenter l'envergure à 16,6 mètres. Deux tailles de fuselage ont été produites, le Ventus A étroite et le Ventus B plus large. Des Winglets ont été rajoutés sur de nombreuses versions A et B.  La meilleure finesse en version 15 mètres est de 44 et passe à 46 (50 selon certaines sources) avec la version 16,6 mètres.  
Le A et le B ont le système complexe de mixage volet/aérofrein comme le Glasflügel 303 Mosquito ou le Schempp-Hirth Mini Nimbus, mais plus tard le Ventus C a été équipé d'aérofreins à palettes conventionnelles. Les saumons d'aile facultatifs peuvent prolonger l'envergure à 17,6 mètres (16,6 mètres dans les versions A et B). Certains Ventus B et C ont reçu un moteur d'appoint (turbo) et ont été renommés T alors que d'autres, à décollage autonome, furent nommés M.
Le Ventus a gagné deux championnats du Monde de planeur. Les Ventus A et B ont acquis une réputation de planeur de haute vitesse, aux dépens de quelques caractéristiques de comportement désagréables. Le comportement a été amélioré sur le modèle C.
Plus de 613 Ventus A et B et un nombre indéfini de Ventus C ont été fabriqués, ils ont été remplacés en 1995 par le Schempp-Hirth Ventus 2.

## Sources
- Site de la société de construction Schempp-Hirth ((en) et (de), voir aussi version française sous Schempp-Hirth)
- Sailplane Directory